# Chath Piersath
Chath Piersath, ou  Chath pierSath, né en 1970 à Kop Nymit, dans le district de Svay Sisophon, dans la province  Bateay Meanchey, au Cambodge, en 1970 est un peintre et un poète cambodgien. À la fin de la période des Khmers rouges, en 1981, il a, avec une partie de sa famille, émigré aux États-Unis. Une grande partie de son œuvre traite de ses souvenirs. Depuis 2003 il vit en partie aux Etats-Unis et en partie au Cambodge.

## Biographie
Chath Piersath a une dizaine d'années lorsque, après avoir traversé la frontière entre la Thaïlande et le Cambodge, il rejoint avec des membres de sa famille, le camp de réfugiés d'Aranyaprathet. Grâce à l'aide de sa tante, son frère aîné, sa sœur et lui arrivent aux États-Unis en 1981. Ils vivent à Boulder, dans le Colorado.
Chath Piersath est diplômé, en 1993, du New College of California , avec une spécialisation en service international et développement. Il obtient également, en 2000, une  maîtrise en psychologie sociale à l'Université du Massachusetts à Lowell. En 1994, il retourne au Cambodge  pour effectuer un travail humanitaire comme volontaire de Cambodian American National Development Organization (CANDO). Il aide une organisation locale de défense des droits de l'homme, Human Rights Vigilance of Cambodia. Il s'engage également avec  d'autres ONG locales pour l'éducation et  la prévention du VIH/SIDA et sur les droits de l'enfant.
En 1997 il publie dans l'ouvrage collectif Children of Cambodia's Killing Fields: Memoirs by Survivors une lettre à sa mère.
Il commence à peindre vers 2000 et, en 2005-2006, Il étudie à l'École nationale des beaux-arts de Paris grâce à une bourse française. Il parle le français, l'anglais et le khmer.
Il exprime tant dans sa peinture que dans ses textes des interrogations sur le Cambodge où il mêle tristesse et espoir : "Chath écrit comme il peint, faisant tourbillonner les images avec intensité et tristesse, lançant des fléchettes sur des idées ou des hypothèses, implorant et désirant, mais trouvant toujours un chemin vers la réconciliation, l’apaisement et la célébration de la vie". "Chath PierSath est un homme passionné. Qu'il peigne, qu'il écrive ou qu'il parle, il respire l'intensité. Mais il y a un côté ironique chez ce peintre et poète, acteur clé de la jeune scène artistique contemporaine cambodgienne. Comme le clown triste par excellence, la conversation du vibrant Chath tourne souvent au chagrin."
Chath PierSath "n'est pas un peintre au sens classique du terme. Sa production est centrée sur sa propre recherche obsessionnelle d'images, avec lesquelles il cherche à reconstruire un passé qui a été violemment effacé de sa vie personnelle."Les œuvres qui en résultent sont des segments d'un puzzle plus vaste qu'il tente sans cesse de résoudre, sans jamais y parvenir probablement".
Il vit et travaille  dans le centre du Massachusetts, dans une petite ferme, et voyage entre Phnom Penh, Paris, Istanbul, une partie d'e l'année.

## Poésies
- (en) Echoes last to wind, préface de  Jinx Davis, , Washington, 2024, . Carbonation 2, 118 p.  (ISBN 9781365057748)
- (en) The Way I Want to Remember My Cambodia, Introduction par  Alastair McCready, 2021, Loom Press[10]
- (en) On Earth Beneath Sky: Poems and Sketches, 2020, Loom Press, kindle
- (en) This body mystery, 2012, Abingdon Square Publishing Ltd., 96 p [composé de 23 peintures et de poèmes]  (ISBN 978-0983076209)
- (en) Sinat and the Instrument of the Hear : A Story of Cambodia, livre pour enfants, 2010, Soundprints Corp Audio, 32 p.
- (en)  After, 2009, Abingdon Square Publishing Ltd., 62 p.